# Маленький Джонні Джонс
Маленький Джонні Джонс (англ. Little Johnny Jones) — американська кінокомедія режисера Джонні Хайнса 1923 року.

## Сюжет
Жокея Джонні Джонса найняв на англійське дербі граф Блумсберзі. Шулер Роберт Арнстед шантажує Джонні і викрадає його кохану для того, щоб змусити Джонні кинути гонку. Чи вдасться йому?

## У ролях
- Джонні Хайнс — Джонні Джонс
- Віндем Стендінг — граф Блумсберзі
- Маргарет Седдон — місіс Джонс
- Герберт Прайор — сер Джеймс Сміт
- Моллі Мелоун — Едіт Сміт
- Джордж Вебб — Роберт Арнстед
- Полін Френч — леді Джейн Сміт
- Мервін ЛеРой — Джордж Нельсон, жокей
- Гаррі Майєрс — шофер